# Darnell Martin
Pour les articles homonymes, voir Martin.
Darnell Martin est une réalisatrice, productrice, scénariste et actrice américaine née le 7 janvier 1964 dans le Bronx, New York (États-Unis).

## Filmographie

### comme réalisatrice
- 1992 : Suspect
- 1994 : I Like It Like That
- 2001 : Prison Song
- 2005 : Une femme noire (en) (TV)
- 2008 : Cadillac Records
- 2011 : L'Amour à la une (TV)
- 2012 : Adolescentes en sursis (Firelight) (TV)
- 2013 : Wish You Well

### comme productrice
- 2001 : Prison Song
- 2003 : El Circulo vicioso

### comme scénariste
- 1994 : I Like It Like That
- 2001 : Prison Song
- 2008 : Cadillac Records

### comme actrice
- 1989 : Deadly Obsession : Denise
- 1997 : Nowhere Fast : Darnell